# Seuneubok Pase
Seuneubok Pase is een bestuurslaag in het regentschap Oost-Atjeh van de provincie Atjeh, Indonesië. Seuneubok Pase telt 1226 inwoners (volkstelling 2010).